# Nordisches Labkraut
Das Nordische Labkraut (Galium boreale) ist eine Pflanzenart in der Familie der Rötegewächse (Rubiaceae).

## Beschreibung

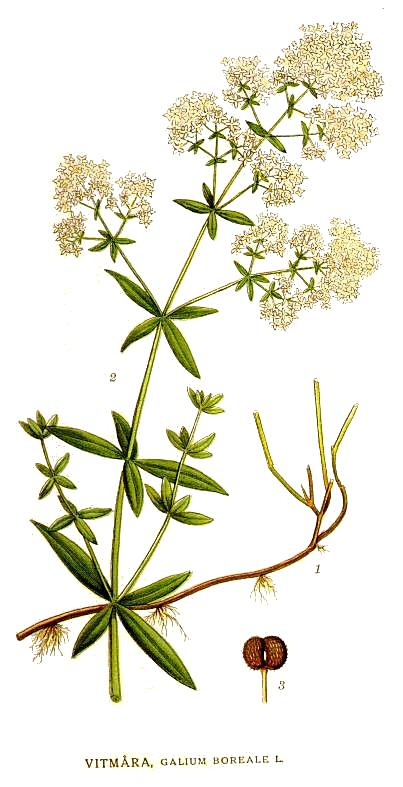
Illustration

Das Nordische Labkraut wächst als überwinternd grüne, ausdauernde, krautige Pflanze, die meist Wuchshöhen von 15 bis 50 cm erreicht. Sie bildet ein Rhizom als Überdauerungsorgan, aus dem oft etwas verholzende Stängel gebildet werden. Es wurzelt bis 50 Zentimeter tief. Der kahle oder kurz behaarte, vierkantige Stängel wächst steif aufrecht und ist meist verzweigt.
Die Blätter stehen zu viert quirlig am Stängel angeordnet. Die einfachen, derben, dreinervigen und dunkelgrünen Blattspreiten sind mit einer Länge von 15 bis 40 mm und einer Breite von 3 bis 6 mm lineal-lanzettlich geformt und zur Spitze hin lang verschmälert, besitzen aber keine Stachelspitze. Der Blattrand ist zurückgerollt und rau.
Das Nordische Labkraut blüht vorwiegend in den Monaten Juni bis August. Der dichte Blütenstand ist pyramiden- oder eiförmig und reichblütig. Die zwittrigen Blüten sind vierzählig. Die weiße, vierzipfelige Krone erreicht eine Breite von etwa 3 mm.
Die meistens 2,5 mm lange Frucht ist in der Regel von gekrümmten Haaren bedeckt.
Die Chromosomenzahl der Art ist 2n = 44.

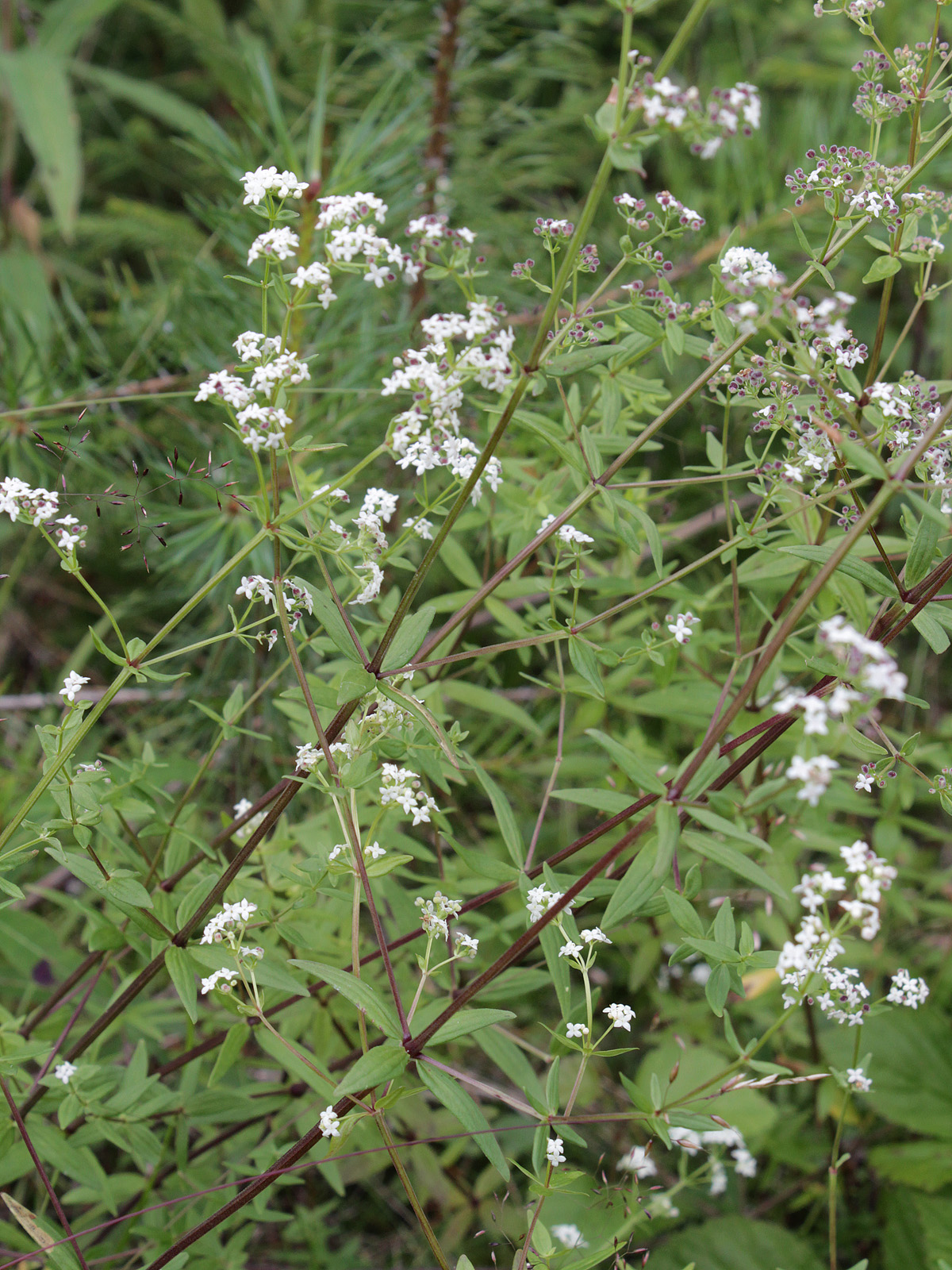
Nordisches Labkraut (Galium boreale) in Finnland

## Vorkommen
Das Nordische Labkraut kommt in den gemäßigten und subarktischen Zonen der ganzen Nordhalbkugel vor. Es ist in Mitteleuropa aber nur gebietsweise verbreitet.
In Deutschland ist Galium boreale im östlichen Gebiet recht verbreitet, während es im Westen selten ist und über große Strecken fehlt.
In Österreich ist das Nordische Labkraut in allen Bundesländern häufig zu finden.
In der Schweiz kommt das Nordische Labkraut zerstreut vor.
Galium boreale wächst sowohl in Feuchtwiesen als auch auf Halbtrockenrasen. Auch ist es in lichten Kiefern- oder Eichenwäldern zu finden.  Es bevorzugt wechselfeuchte und meist kalkhaltige Lehm-, Ton- oder Torfböden. Es ist in Mitteleuropa eine Molinion-Verbandscharakterart, kommt aber auch in Gesellschaften des Mesobromion oder des Potentillo-Quercenion vor.
In den Allgäuer Alpen steigt sie im Tiroler Teil am Südhang des Häselgehrbergs bei Häselgehr bis zu 1700 m Meereshöhe auf.